# Satyrus okumi
Satyrus okumi är en fjärilsart som beskrevs av Hans Fruhstorfer 1908. Satyrus okumi ingår i släktet Satyrus och familjen praktfjärilar. Inga underarter finns listade.